# ファビオ・カミーリョ・デ・ブリト
ネネ (Nenê) こと、ファビオ・カミーリョ・デ・ブリト（Fábio Camilo de Brito、1975年6月6日 - ) は、ブラジル・サンパウロ出身のサッカー選手。ポジションはディフェンダー。登録名の「ネネ」は「赤ちゃん」の意味を持った愛称である。高さとミドルシュートのレベルが高く得点感覚に優れたDF。

## 経歴
浦和レッドダイヤモンズへ移籍する以前は、ブラジルの名門クラブのグアラニやコリンチャンス、グレミオ等でプレーし、スポルティングCPや ヘルタ・ベルリンといったヨーロッパのクラブでもプレーしていた経験を持つ。2004年8月、坪井慶介の負傷でDF陣が手薄となった浦和レッドダイヤモンズへ移籍した。加入直後から田中マルクス闘莉王、アルパイ・オザランと共に強固な3バックを形成し、セカンドステージの優勝に貢献した。だが、2005年は度重なる故障に悩まされ、出場機会が激減し、最終的には10月2日のセレッソ大阪戦で左ひざ前十字靭帯断裂の重傷を負ってしまい、それ以降このシーズンは出場することが出来なかった。2006年は半年契約で残留し、前半戦はリハビリに専念した。その後、契約を半年間延長し、10月7日のジェフユナイテッド市原・千葉戦で約1年ぶりに公式戦復帰を果たした。これ以降は坪井慶介、堀之内聖とDF陣に負傷者が続出したこともあり先発に定着し、初のリーグ優勝、天皇杯連覇に貢献した。2007年は当初、契約満了にて退団がほぼ決定していたが、浦和が獲得を目指していたブラジル人DFアレックス・シウバとの交渉が不調に終った事もあり、この年も半年契約で残留し、夏に前年と同じく半年間契約を延長した。そして2007年12月17日、クラブワールドカップ2007の3位を置きみやげに、契約満了にて浦和レッドダイヤモンズを退団、帰国した。2008年にコリチーバFCへ移籍。

## 所属クラブ
- 1995年 - 1996年  CAジュベントス
- 1996年 - 1997年  グアラニFC
- 1997年 - 1998年  スポルティング・クルーベ・デ・ポルトゥガル
- 1998年  ECバイーア
- 1999年  SCコリンチャンス・パウリスタ
- 2000年 - 2002年  グレミオFBPA
- 2002年 - 2003年  ヘルタ・ベルリン
- 2003年 - 2004年8月  ECヴィトーリア
- 2004年9月 - 2007年12月  浦和レッドダイヤモンズ
- 2008年 - 2009年  コリチーバFC
- 2009年  ECジュベントゥージ
- 2010年  CAブラガンチーノ
- 2011年  グレミオ・エスポルチーヴォ・オザスコ
- 2011年 - 2012年  ウニアン・モギ

## 個人成績
| 国内大会個人成績 | 国内大会個人成績 | 国内大会個人成績 | 国内大会個人成績 | 国内大会個人成績 | 国内大会個人成績 | 国内大会個人成績 | 国内大会個人成績 | 国内大会個人成績 | 国内大会個人成績 | 国内大会個人成績 | 国内大会個人成績 |
| 年度             | クラブ           | 背番号           | リーグ           | リーグ戦         | リーグ戦         | リーグ杯         | リーグ杯         | オープン杯       | オープン杯       | 期間通算         | 期間通算         |
| 年度             | クラブ           | 背番号           | リーグ           | 出場             | 得点             | 出場             | 得点             | 出場             | 得点             | 出場             | 得点             |
| ブラジル         | ブラジル         | ブラジル         | ブラジル         | リーグ戦         | リーグ戦         | ブラジル杯       | ブラジル杯       | オープン杯       | オープン杯       | 期間通算         | 期間通算         |
| ---------------- | ---------------- | ---------------- | ---------------- | ---------------- | ---------------- | ---------------- | ---------------- | ---------------- | ---------------- | ---------------- | ---------------- |
| 1996             | ジュベントス     |                  | セリエC          |                  |                  |                  |                  |                  |                  |                  |                  |
| 1997             | グアラニ         |                  | セリエA          |                  |                  |                  |                  |                  |                  |                  |                  |
| ポルトガル       | ポルトガル       | ポルトガル       | ポルトガル       | リーグ戦         | リーグ戦         | リーグ杯         | リーグ杯         | ポルトガル杯     | ポルトガル杯     | 期間通算         | 期間通算         |
| 1997-98          | スポルティングCP |                  | スーペル         | 4                | 0                |                  |                  |                  |                  |                  |                  |
| ブラジル         | ブラジル         | ブラジル         | ブラジル         | リーグ戦         | リーグ戦         | ブラジル杯       | ブラジル杯       | オープン杯       | オープン杯       | 期間通算         | 期間通算         |
| 1998             | バイーア         |                  | セリエA          |                  |                  |                  |                  |                  |                  |                  |                  |
| 1999             | コリンチャンス   |                  | セリエA          |                  | 24               | 5                |                  |                  |                  |                  |                  |
| 2000             | グレミオ         |                  | セリエA          |                  | 26               | 1                |                  |                  |                  |                  |                  |
| 2001             | グレミオ         |                  | セリエA          |                  | 12               | 0                |                  |                  |                  |                  |                  |
| 2002             | グレミオ         |                  | セリエA          |                  |                  |                  |                  |                  |                  |                  |                  |
| ドイツ           | ドイツ           | ドイツ           | ドイツ           | リーグ戦         | リーグ戦         | リーグ杯         | リーグ杯         | DFBポカール      | DFBポカール      | 期間通算         | 期間通算         |
| 2002-03          | ヘルタ・ベルリン |                  | ブンデス         | 10               | 0                |                  |                  |                  |                  |                  |                  |
| ブラジル         | ブラジル         | ブラジル         | ブラジル         | リーグ戦         | リーグ戦         | ブラジル杯       | ブラジル杯       | オープン杯       | オープン杯       | 期間通算         | 期間通算         |
| 2003             | ヴィトーリア     |                  | セリエA          | 15               | 1                |                  |                  |                  |                  |                  |                  |
| 2004             | ヴィトーリア     |                  | セリエA          | 13               | 1                |                  |                  |                  |                  |                  |                  |
| 日本             | 日本             | 日本             | 日本             | リーグ戦         | リーグ戦         | リーグ杯         | リーグ杯         | 天皇杯           | 天皇杯           | 期間通算         | 期間通算         |
| 2004             | 浦和             | 33               | J1               | 10               | 1                | 2                | 0                | 3                | 0                | 15               | 1                |
| 2005             | 浦和             | 5                | J1               | 10               | 1                | 0                | 0                | 0                | 0                | 10               | 1                |
| 2006             | 浦和             | 5                | J1               | 9                | 0                | 0                | 0                | 4                | 0                | 13               | 0                |
| 2007             | 浦和             | 5                | J1               | 12               | 2                |                  |                  | 1                | 0                |                  |                  |
| ブラジル         | ブラジル         | ブラジル         | ブラジル         | リーグ戦         | リーグ戦         | ブラジル杯       | ブラジル杯       | オープン杯       | オープン杯       | 期間通算         | 期間通算         |
| 2008             | コリチーバ       |                  | セリエA          |                  |                  |                  |                  |                  |                  |                  |                  |
| 通算             | ブラジル         | ブラジル         |                  |                  |                  |                  |                  |                  |                  |                  |                  |
| 通算             | ポルトガル       | ポルトガル       | スーペル         | 4                | 0                |                  |                  |                  |                  |                  |                  |
| 通算             | ドイツ           | ドイツ           | ブンデス         | 10               | 0                |                  |                  |                  |                  |                  |                  |
| 通算             | 日本             | 日本             | J1               | 41               | 4                | 2                | 0                | 8                | 0                | 50               | 4                |
| 総通算           |                  |                  |                  |                  |                  |                  |                  |                  |                  |                  |                  |

その他の公式戦
- 2004年
  - Jリーグチャンピオンシップ 1試合0得点
- 2007年
  - スーパーカップ 1試合0得点

| 国際大会個人成績 | 国際大会個人成績 | 国際大会個人成績 | 国際大会個人成績 | 国際大会個人成績 | FIFA      | FIFA      |
| 年度             | クラブ           | 背番号           | 出場             | 得点             | 出場      | 得点      |
| AFC              | AFC              | AFC              | ACL              | ACL              | クラブW杯 | クラブW杯 |
| ---------------- | ---------------- | ---------------- | ---------------- | ---------------- | --------- | --------- |
| 2007年           | 浦和             | 5                | 5                | 0                | 3         | 0         |
| 通算             | AFC              | AFC              | 5                | 0                | 3         | 0         |

その他の国際公式戦
- 2007年
  - A3チャンピオンズカップ 1試合0得点
- Jリーグ初出場 - 2004年9月12日 大分トリニータ戦 (大分ス)
- Jリーグ初得点 - 2004年9月18日 アルビレックス新潟戦 (埼玉)

## タイトル

### 選手時代
ECバイーア
- カンピオナート・バイアーノ：1回（1998）

SCコリンチャンス・パウリスタ
- カンピオナート・パウリスタ：1回（1999）
- カンピオナート・ブラジレイロ・セリエA：1回（1999）

グレミオFBPA
- カンピオナート・ガウショ：1回（2001）
- コパ・ド・ブラジル：1回（2001）

ヘルタ・ベルリン
- DFLリーガポカール：1回（2003）

ECヴィトーリア
- カンピオナート・バイアーノ：2回（2004、2005）

浦和レッドダイヤモンズ
- J1リーグ：1回（2006）
- 天皇杯全日本サッカー選手権大会：1回（2006）
- AFCチャンピオンズリーグ：1回（2007）

コリチーバFC
- カンピオナート・パラナエンセ：1回（2008）